# Invasion portugaise du royaume de Jaffna (1591)
Conquête portugaise du royaume de Jaffna (en)
L'invasion portugaise du royaume de Jaffna en 1591 est la deuxième expédition menée par les portugais contre le royaume de Jaffna. La campagne, dirigée par le capitaine André Furtado de Mendonça (en), débute à Mannar et se poursuit jusqu'à Nallur, la capitale du royaume de Jaffna. Les portugais capturent le royaume, tuent le roi et installent Ethirimana Cinkam comme nouveau dirigeant,.

## Contexte

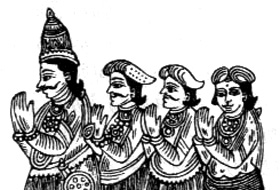
Puviraja Pandaram (deuxième à gauche).

La première expédition contre le royaume de Jaffna est partiellement réussie, mais les portugais n'entreprennent aucune autre campagne militaire jusqu'à la mort de Cankili I. Sa mort créée une compétition pour la couronne parmi sa progéniture et ouvre la possibilité aux portugais d'intervenir.
En raison du meurtre du premier fils, le deuxième fils de Cankili, Puviraja Pandaram, devient roi. Cependant, Kasi Nayinar Pararacacekaran lui prend de force le royaume. Puviraja Pandaram demande alors l'aide de l'armée portugaise, stationnée à Mannar. Les portugais capturent Kasi Nayinar, l'emprisonnent et installent un nouveau dirigeant. Plus tard, les partisans de Kasi Nayinar le sauvent, tuent le nouveau dirigeant et permettent à Kasi Nayinar de regagner le royaume. Les portugais assassinent Kasi Nayinar et Periyapillai devient roi avec leur soutien.
En 1582, Puviraja Pandaram s'empare du royaume et devient hostile aux portugais. Il poursuit ses activités anti-portugaises, dont une attaque infructueuse contre les forces portugaises à Mannar en 1591. En conséquence, les portugais se préparent à envahir Jaffna.

## Invasion

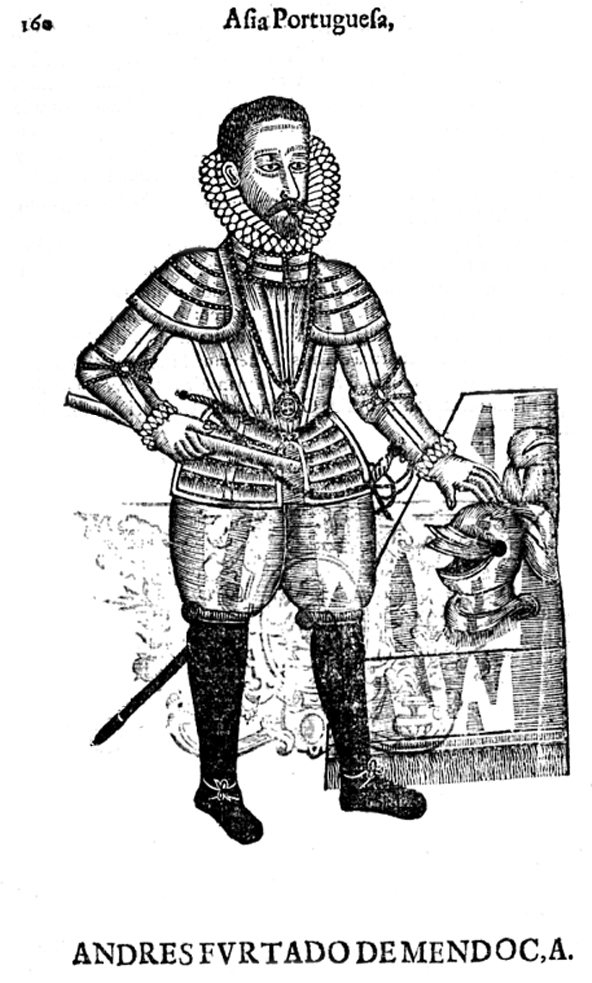
André Furtado de Mendonça

Le 26 octobre 1591, les portugais, dirigés par André Furtado, lancent une campagne militaire contre le royaume de Jaffna depuis Mannar. Les forces sont composées de 1 400 soldats portugais et de 3 000 lascarins, qui naviguent avec 43 navires et plus de 200 petits navires. Les forces de Jaffna attendent leur arrivée à Kayts (en), mais la flotte débarque à Colombuthurai (en). Avec l'appui d'une puissance de feu importante, la première vague de 150 soldats portugais et 200 lascarins atteint la terre ferme. La première vague d'attaque favorise les portugais, qui réussissent à tuer les soldats ennemis et à capturer deux pièces d'artillerie, plus de 300 mousquets, diverses autres armes et munitions.
La deuxième vague, composée de 400 soldats portugais, atteint la terre ferme, suivie par le reste des soldats, qui s'emparent d'un entrepôt et stationnent la nuit. Le lendemain, les forces portugaises marchent vers la capitale et font face à une attaque défensive menée par le prince Gago, gendre de Puviraja Pandaram. Gago est tué au combat et toute sa compagnie est anéantie. Les forces en progression font face à une autre attaque défensive féroce entre le temple Nallur Kandaswamy (en) et le temple Nallur Weerakaliyamman. Le prince Ethirimana Cinkam est blessé et est sur le point d'être exécuté par les forces d'invasion, mais est sauvé par un capitaine, Simão Pinhão.
L'armée portugaise capture le roi alors qu'il tente de s'enfuir dans un temple. André Furtado ordonne l'exécution du roi par décapitation. Sa tête est ensuite placée sur une pique et exposée pendant plusieurs jours. Le palais est pillé et toute la famille du roi est emmenée en captivité. Huit cents badagas (en) et quelques maures de Kozhikode sont décapités, car considérés comme des ennemis. Tous les navires du port sont incendiés, à l'exception de deux navires à l'usage du roi. Trois navires, 100 soldats portugais et 200 lascarins sont stationnés à Jaffna à la demande du nouveau roi.